# Klášterská (Praha)
Klášterská ulice na Starém Městě v Praze spojuje ulici Řásnovka s Dvořákovým nábřežím a ulicí Na Františku. Nazvána je podle Anežského kláštera, zeď kterého ohraničuje ulici ze západu. Na východní straně je budova ministerstva průmyslu a obchodu České republiky, kterou podle architekta Josefa Fanty postavili v letech 1928-34.

## Historie a názvy
Ulice vznikla v 16. století, ale mnoho původních staveb zbourali během pražské asanace na přelomu 19. a 20. století a při výstavbě budovy ministerstva. Názvy ulice se měnily:
- původně - "Myší díra"[3]
- 1840 - "Hražená" nebo "Šraňková"
- 1870 - "Kozí" podle sousední ulice
- od roku 1940 - "Klášterská".

## Budovy, firmy a instituce
- Dům U Roubíčků - Klášterská 1[4]
- Kostel svatého Salvátora - Klášterská 1025/4[5]
- Ministerstvo průmyslu a obchodu České republiky - Klášterská 32